# Independente da Praça da Bandeira
O Grêmio Recreativo Escola de Samba Independente da Praça da Bandeira é uma  escola de samba de São João de Meriti, que participa dos grupos inferiores do Carnaval carioca. 

## História
A escola foi criada a partir do antigo bloco Independente da Praça da Bandeira, quando houve a cessão da vaga do Arrastão de São João, uma das então duas representantes do município de São João de Meriti no desfile oficial da capital.
Há dúvidas se a escola seria tão somente a continuação do antigo bloco, ou se teria havido realmente a criação de uma nova agremiação. O fato é que há divergência quanto à real data de fundação da escola, que para uns seria 1975, ou ainda, 1976,, e para outros, seria 2002. Vale ressaltar que o antigo GRBC Independente da Praça da Bandeira possuía o CNPJ 03.877.930/0001-16, enquanto a escola de samba possui o CNPJ 31.046.094/0001-63, mas este último somente foi aberto em 2018.
A Independente venceu os grupos E, D e C (respectivamente, sexta, quinta e quarta divisões), consecutivamente, até chegar ao Grupo de acesso B, onde estreou em 2005. No ano de 2007, a escola revelou o intérprete Leléu. Em 2008, ainda com Leléu como intérprete, terminou na 6ª colocação - seu melhor resultado no Grupo B - ao apresentar um enredo sobre o circo. Nesse ano, pouco antes do Carnaval, o jornal Extra fez uma reportagem com o então presidente da escola, Francisco Pereira Melo, o Dom Chico, que por sua semelhança com Antônio Fagundes e seu apontado espírito de liderança, foi apontado como "Juvenal Antena da Baixada". Juvenal Antena era o nome de um famoso personagem da novela das oito da vez, Duas Caras, que era líder comunitário e presidente de uma fictícia escola de samba em ascensão. Dom Chico seria substituído na presidência por Manuel Honorato.
Em 2009, com Ricardo Netto, que junto com Ricardo Paulino, continuou como carnavalesco. Nesse ano, abordou como tema de seu desfile a história e a cultura do Rio de Janeiro, obtendo a 11ª colocação, com 236 pontos, estando entre as três rebaixadas.
Após isso, em junho desse mesmo ano, trocou seu nome para Independente de São João de Meriti.
Em 2010 a escola apresentou na Intendente Magalhães um enredo que abordava a ascensão social dos negros desde a escravidão, celebrando a vitória de Barack Obama para a presidência dos Estados Unidos. Nesse ano, a escola contou com uma policial militar como rainha de bateria, Júlia Liers. O enredo abordou as conquista sociais dos negros, citando a então recente eleição de Barack Obama à presidência dos Estados Unidos. Foi campeã, sendo promovida aos desfiles da Marquês de Sapucaí.
Em 2011, sob a presidência de Jorge Florêncio, desenvolveu um enredo que abordava as favelas, mantendo a mesma equipe do carnaval anterior, à exceção de Marcelo Lannes, que se desligou. Em seu desfile, homenageou Ivo Meirelles, presidente da Mangueira, e as UPPs. Foi novamente rebaixada. Logo após o Carnaval, a agremiação entregou um pedido de licenciamento à AESCRJ, devido a problemas administrativos internos, ficou de fora do carnaval 2012, e sendo automaticamente rebaixada de novo. Especulou-se sobre a sua volta, porém em 2011, foi anunciada a sua saída do Carnaval carioca. Em seu lugar, entraria a  tradicional Unidos de Bangu, que estava há 15 anos inativa.
No ano de 2012, retorna desfilando em São João de Meriti, como bloco carnavalesco. Muitos de seus integrantes, entre os quais o ex-presidente Dom Chico, preferiram então fundar a Alegria do Vilar.
A agremiação retornou ao Carnaval Carioca em 2018, apresentando novamente um enredo de temática afro, classificando-se entre as três colocadas na Série E, e consequentemente subindo para a Série D. Após o carnaval desse ano a escola passou a ter Fernando José, antigo diretor, como seu novo presidente. Para 2019, o tema de seu desfile foi a história de São João de Meriti, a partir dos negros, com samba-enredo assinado pela dupla de intérpretes, Diego Chocolate e Charles Silva. Naquele ano, não obteve a ascensão, mas acabou promovida da quinta para a quarta divisão com a fusão dos grupos C e B que ocorreria em meados do ano, no racha que levou à criação da LIVRES e às reformulações na LIESB. Em 2020, apresentou mais uma vez um tema ligado à religiosidade afro.

## Segmentos

### Presidentes
| Período                     | Presidente                              | Ref.   |
| --------------------------- | --------------------------------------- | ------ |
| 2003-2005                   | Hélio Ricardo Leite Porto "Hélio Porto" | [ 22 ] |
| 2006-2009                   | Francisco Pereira de Melo "Dom Chico"   | [ 22 ] |
| 2009-2011                   | Manuel Honorato                         | [ 22 ] |
| 2011 - ?                    | Jorge Florêncio                         | [ 14 ] |
| ? - setembro de 2018        | Manuel Honorato                         |        |
| setembro de 2018-atualmente | Fernando José                           | [ 20 ] |

### Intérpretes
| Período         | Intérprete oficial                              | Referências          |
| --------------- | ----------------------------------------------- | -------------------- |
| 2002-2003       | Tico do Gato                                    | [ 23 ]               |
| 2004-2005       | Tico do Gato e Silas Leleu                      | [ 23 ] [ 24 ]        |
| 2006            | Silas Leleu e Naninho Alves                     | [ 24 ] [ 25 ]        |
| 2007-2008       | Silas Leleu                                     | [ 24 ] [ 26 ] [ 27 ] |
| 2009-2011       | Diego Chocolate                                 | [ 28 ]               |
| 2018            | Pingo Sargento, Diego Chocolate e Charles Silva | [ 28 ]               |
| 2019            | Diego Chocolate e Charles Silva                 | [ 28 ]               |
| 2020-atualmente | Diego Chocolate                                 | [ 3 ]                |

### Diretores
| Ano       | Diretor de Carnaval                     | Diretor geral de harmonia               | Mestre de bateria                | Ref           |
| --------- | --------------------------------------- | --------------------------------------- | -------------------------------- | ------------- |
| 2018-2019 | Antônio Simão “Simão Harmonia Sensação” | Antônio Simão “Simão Harmonia Sensação” | Josué Lourenço e Jéferson "Broa" | [ 29 ] [ 30 ] |
| 2020      | Antônio Simão “Simão Harmonia Sensação” | Antônio Simão “Simão Harmonia Sensação” | Jéferson "Broa"                  | [ 3 ]         |

### Mestre-sala e Porta-bandeira
| Período   | Nome                                  | Ref.   |
| --------- | ------------------------------------- | ------ |
| 2004      | Márcio Batata e Cristiane Camargo     |        |
| 2005-2006 | Alexandre e Cristiane Camargo         |        |
| 2007      | Márcio Batata e Cristiane Camargo     |        |
| 2008      | Sandro Avelar e Priscilla Costa       |        |
| 2009      | Douglas Valle e Priscilla Costa       |        |
| 2018      | Andrey e Jéssica Barreto              | [ 29 ] |
| 2019-2020 | Wellington Júnior e Carolzinha Gurjão | [ 3 ]  |

### Coreógrafos
| Ano       | Nome                     | Ref   |
| --------- | ------------------------ | ----- |
| 2018-2019 | Comissão de Carnaval     |       |
| 2020      | Wellington SJ Beija-Flor | [ 3 ] |

### Corte de Bateria
| Ano       | Rainha            | Madrinha      | Musa                 | Ref.          |
| --------- | ----------------- | ------------- | -------------------- | ------------- |
| 2007      | Cecília           | Débora Vianna | -                    |               |
| 2008      | Dany Carnuty      | Débora Vianna | [ 31 ] [ 32 ] [ 33 ] |               |
| 2009      | Joana Dark        | Nanny Kammura | Débora Vianna        | [ 34 ]        |
| 2010-2011 | Júlia Liers       | -             | -                    | [ 12 ] [ 13 ] |
| 2018      | Andressa Pandeiro | -             | -                    | [ 35 ]        |
| 2019-2020 | Juju Terremoto    | -             | -                    | [ 3 ]         |
| 2022-     | Patrícia Barros   |               |                      | [ 36 ]        |

## Carnavais
| Ano | Colocação | Divisão | Enredo | Carnavalescos | Ref.         |
| --- | --- | --- | --- | --- | ------------ |
| 2002 | Campeã | Grupo E (sexta divisão)                                                                                               | No Movimento das Águas, Sou Fonte de Vida e Luta Em Defesa da Preservação Compositores:Joilson, Chiquinho, Meu querido e Edison Gato                                                        | Soler Vianna, Marcos Paulo, Valter Guilherme e Adilson Corrêa'                                                        | [ 37 ]       |
| 2003 | Campeã | Grupo D (quinta divisão)                                                                                              | Biodiversidade Com Justiça Ambiental: O Ouro Verde Voltará a Brilhar | Soler Vianna, Marcos Paulo, Valter Guilherme e Adilson Corrêa                                                         | [ 38 ]       |
| 2004 | Campeã | Grupo C (quarta divisão)                                                                                              | Osvaldo Cruz, o médico do Brasil no palácio da saúde Compositores: Nino do Cabuis, Marcelo Marrom, Adalto Adm e Paulo Lopitas                                                               | Soler Vianna | [ 39 ]       |
| 2005 | 9º lugar | Grupo B (terceira divisão)                                                                                            | Josué de Castro – O descobridor da fome no Brasil Compositores: Dil da Baixada, Jurandir JB, Gil Valente e Toinsinho do Vilar                                                               | Amarildo de Mello, Hélio Ricardo Porto, Ricardo Paulino e Róbson Rony                                                 | [ 40 ]       |
| 2006 | 9º lugar | Grupo B (terceira divisão)                                                                                            | O sertão vai virar mar, o Velho Chico quem vem avisar Compositores: Marcelinho, Alex, Lula, Alexandre, Jorge Macholão e Anacleto                                                            | Hélio Porto, Ricardo Paulino e Róbson Rony                                                                            | [ 25 ]       |
| 2007 | 12º lugar | Grupo B (terceira divisão)                                                                                            | Ecoa um grito de liberdade nos quilombos da Baixada Marcos Machado, China do Vale, Gilson Novaes, JB, Toinzinho, Chiquinho do Bar, Joãozinho do Vilar, Renê Siqueira, Everton Já É e Samuka | Ricardo Pinheiro, Róbson Rony e Cássio Carvalho                                                                       | [ 26 ]       |
| 2008 | 6º lugar | Grupo B (terceira divisão)                                                                                            | Viagem fantástica ao mundo do circo: seja de lona ou social Compositores:Renê Siqueira, Samuka e Tarzan                                                                                     | Ricardo Paulino e Humberto Abrantes                                                                                   | [ 27 ]       |
| 2009 | 11º lugar | RJ-1 (terceira divisão)                                                                                               | Redescobrindo a História e a Cultura do Rio de Janeiro Compositores:Jurandi JB, Chiquinho do Bar, Carlinho do Cavaco e Dedelio do Samba                                                     | Ricardo Paulino e Ricardo Netto                                                                                       | [ 41 ]       |
| 2010 | Campeã | RJ-2 (quarta divisão)                                                                                                 | Da chibata à gravata, São João canta a africanidade Compositores:Jurandi JB, Chiquinho do Bar, Ricardo e Dedélio do Samba                                                                   | Róbson Goulart |              |
| 2011 | 11º lugar | B (terceira divisão)                                                                                                  | Refavela Compositores: Chiquinho do Bar, JB, Dedelho do Samba e Manelão | Róbson Goulart |              |
| Não desfilou de 2012 até 2017                                                                                         | Não desfilou de 2012 até 2017                                                                                         | Não desfilou de 2012 até 2017                                                                                         | Não desfilou de 2012 até 2017 | Não desfilou de 2012 até 2017                                                                                         | [ 42 ]       |
| 2018 | 3º lugar | Série E (sexta divisão)                                                                                               | Heranças da Mãe África | Ricardo Paulino e Walter Guilherme                                                                                    | [ 43 ]       |
| 2019 | 7º Lugar | Série D (quinta divisão)                                                                                              | Linear histórico na Africanidade Meritiense Compositores: Diego Chocolate e Charles Silva                                                                                                   | Ricardo Paulino e Walter Guilherme                                                                                    | .            |
| 2020 | 4° Lugar | Acesso da Intendente (quarta divisão)                                                                                 | Encantos da Fé Compositores:Diego Chocolate e Charles Silva | Ricardo Paulino e Walter Guilherme                                                                                    | [ 3 ] [ 45 ] |
| Inicialmente adiados para o mês de julho, os desfiles do Carnaval 2021 foram cancelados devido à pandemia de Covid-19 | Inicialmente adiados para o mês de julho, os desfiles do Carnaval 2021 foram cancelados devido à pandemia de Covid-19 | Inicialmente adiados para o mês de julho, os desfiles do Carnaval 2021 foram cancelados devido à pandemia de Covid-19 | Inicialmente adiados para o mês de julho, os desfiles do Carnaval 2021 foram cancelados devido à pandemia de Covid-19                                                                       | Inicialmente adiados para o mês de julho, os desfiles do Carnaval 2021 foram cancelados devido à pandemia de Covid-19 | [ 46 ]       |
| 2022 | 6° Lugar | Série Prata (Sexta-feira) (terceira divisão)                                                                          | Dos encantos do Capibaribe à frevança atual… Pernambuco respira diversidade cultural | Ricardo Paulino | [ 47 ]       |
| 2023 | 11º Lugar | Série Prata (Terça-feira) (terceira divisão)                                                                          | Pindorama, da utopia das visões do paraíso ao progresso da terra brasilis Compositores: Hélio Porto, Vinícius Ferreira e Rafael Gigante                                                     | Ricardo Paulino e Walter Guilherme                                                                                    | [ 48 ]       |
| 2024 | 12º Lugar | Série Prata (Terça-feira) (terceira divisão)                                                                          | Da brisa do mar à luz do luar de Maricá | Ricardo Paulino e Walter Guilherme                                                                                    | [ 49 ]       |
| 2025 | 22.º Lugar | Série Prata (terceira divisão)                                                                                        | Sinfonia Poética Daqueles que Não se Deixaram Calar | Ricardo Paulino | [ 50 ]       |

## Premiações
Prêmios recebidos pelo GRES Independente da Praça da Bandeira.
| Ano  | Prêmio              | Categoria / premiados | Divisão    | Ref.   |
| ---- | ------------------- | --- | ---------- | ------ |
| 2004 | Troféu Jorge Lafond | Comissão de frente | Grupo C    | [ 51 ] |
| 2005 | Troféu Jorge Lafond | Mestre-sala (Alexandre) | Grupo B    | [ 52 ] |
| 2006 | S@mba-Net           | Samba-enredo ("O sertão vai virar mar, o Velho Chico quem vem avisar" - Compositores: Marcelinho, Alex, Lula, Alexandre, Jorge Macholão e Anacleto)                                                                          | Grupo B    | [ 53 ] |
| 2006 | S@mba-Net           | Ala das crianças | Grupo B    | [ 53 ] |
| 2006 | Troféu Jorge Lafond | Ala de passistas | Grupo B    | [ 54 ] |
| 2007 | S@mba-Net           | Samba-enredo ("Ecoa um grito de liberdade nos quilombos da Baixada" - Compositores: Marcos Machado, China do Vale, Gilson Novaes, JB, Toinzinho, Chiquinho do Bar, Joãozinho do Vilar, Renê Siqueira, Everton Já É e Samuka) | Grupo B    | [ 55 ] |
| 2007 | S@mba-Net           | Ala das baianas | Grupo B    | [ 55 ] |
| 2007 | Troféu Jorge Lafond | Intérprete (Leléu) | Grupo B    | [ 56 ] |
| 2008 | S@mba-Net           | Intérprete (Leléu) | Grupo B    | [ 57 ] |
| 2008 | S@mba-Net           | Prêmio especial (Ala de casais mirins de Mestre-sala e Porta-Bandeira) | Grupo B    | [ 57 ] |
| 2008 | Troféu Jorge Lafond | Ala de passistas | Grupo B    | [ 58 ] |
| 2010 | Gato de Prata       | Melhor escola | Grupo RJ-2 | [ 59 ] |
| 2010 | Troféu Jorge Lafond | Campeã do Grupo RJ-2 | Grupo RJ-2 | [ 60 ] |